# Prekmurska gibanica
La prekmurska gibanica (ghibanizza dell'Oltremura) è un dolce tradizionale sloveno d'origine della regione dell'Oltremura.
Nel marzo 2010, a livello europeo, la denominazione Prekmurska gibanica è stata riconosciuta specialità tradizionale garantita (STG).

## Descrizione

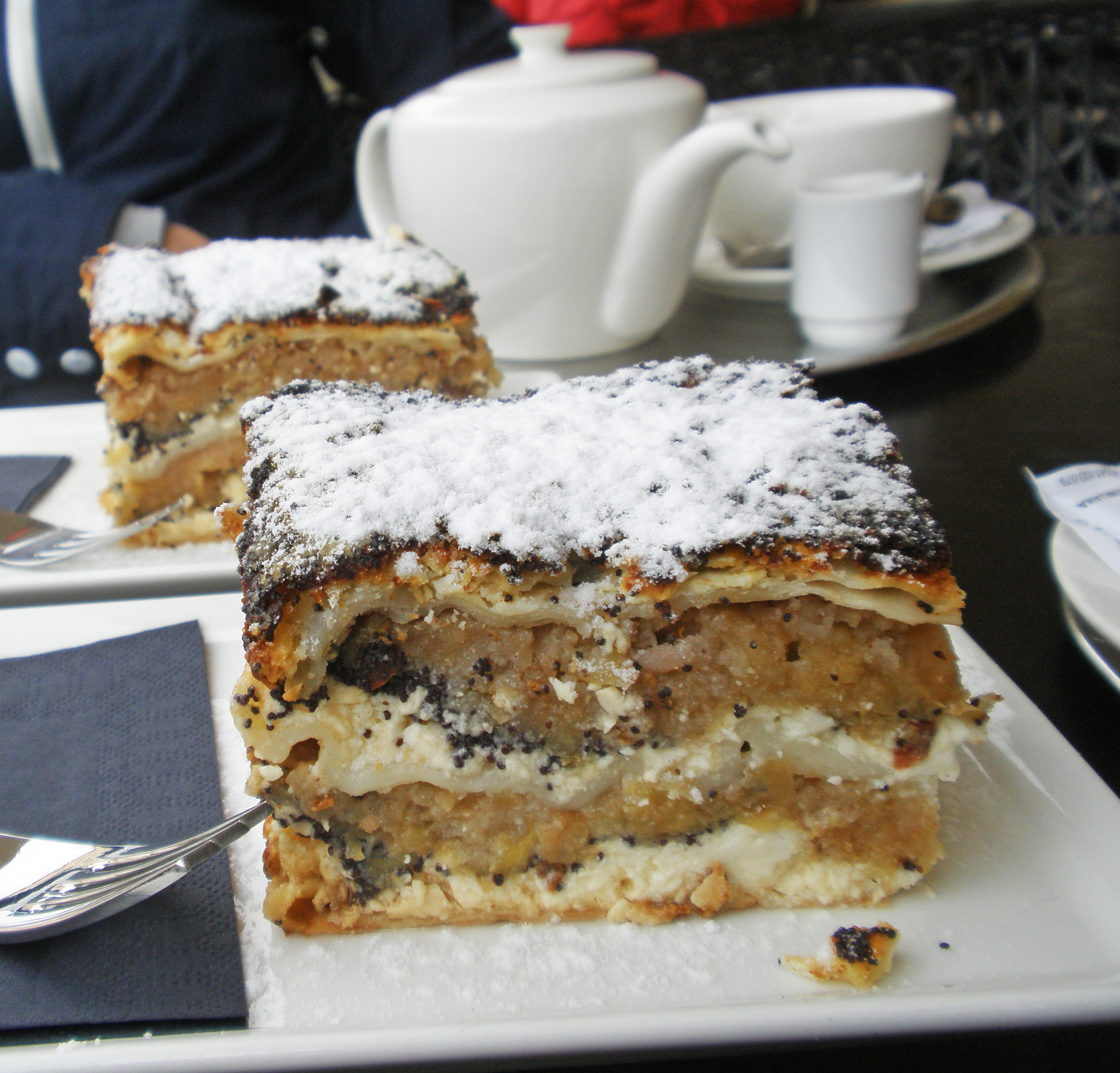
Prekmurska gibanica

Variante regionale della ghibanizza, è un dolce che viene preparato a partire da una base di pasta frolla con ripieno a strati di semi di papavero, ricotta, noci e mele, disposti secondo un ordine preciso e separati da pasta fillo. Alla fine si copre la pasta con una guarnizione di panna e di burro.
La gibanica può essere di forma rotonda o rettangolare. Si consuma tiepida o fresca come dessert, già dopo qualche ora dalla cottura.